# Reinhard Wittram
Reinhard Wittram (* 9. August 1902 in Bilderlingshof, heute Bulduri, Jūrmala, bei Riga, Gouvernement Livland; † 16. April 1973 in Meran, Südtirol) war ein deutscher Historiker, der sich insbesondere mit der Geschichte des Baltikums, Russlands und Osteuropas befasste. Er lehrte als Professor an der Herder-Hochschule Riga (1935–1939) und der Reichsuniversität Posen (1941–1945), von 1955 bis 1970 hatte er eine Professur für Mittlere und Neuere sowie Osteuropäische Geschichte an der Universität Göttingen inne.

## Lebenslauf
Reinhard Wittram stammte aus einer deutsch-baltischen Familie, sein Vater war Rechtsanwalt in Riga im damaligen Gouvernement Livland des Russischen Reichs. Nach dem Besuch des Ritterschaftlichen Landesgymnasiums Birkenruh und des deutschen Stadtgymnasiums in Riga studierte er ab 1920 an den Universitäten in Riga, Jena und Tübingen Geschichte, Geographie und Religionsgeschichte. 1925 promovierte er in Tübingen bei Johannes Haller (der ebenfalls Deutschbalte war) zum Thema Die französische Politik auf dem Basler Konzil während der Zeit seiner Blüte. Ab 1926 war er Redakteur des Jahrbuchs des baltischen Deutschtums und ab 1928 Herausgeber der Baltischen Monatsschrift.
Mit einer Arbeit über den livländischen Agrarreformer Hamilkar von Fölkersahm habilitierte sich Wittram 1928 an der deutschsprachigen Herder-Hochschule Riga im mittlerweile unabhängigen Lettland, wo er anschließend als Privatdozent lehrte. Dort wurde er 1935 zum außerordentlichen und 1938 zum ordentlichen Professor ernannt. Von 1935 bis 1938 hatte er eine Gastprofessur an der Universität Göttingen. In der Zeit des Nationalsozialismus schrieb er 1937 in Volk und Hochschule im Aufbruch: „Wo ein Gefühl für Zucht und Rasse erwacht ist, wird die Wiederbesinnung unseres Volkes auf die rassischen Erbwerte als ein Gesundungsvorgang begriffen werden“. Wittram wurde Gebietsvertreter für Lettland der Nord-Ostdeutschen Forschungsgemeinschaft (NOFG).
Im Zuge der Umsiedlung der Deutsch-Balten nach dem Deutsch-Sowjetischen Grenz- und Freundschaftsvertrag von 1939 verließ er seine livländische Heimat. Im akademischen Jahr 1940/41 vertrat er eine Professur für neuere Geschichte an der Universität Innsbruck. An der neu gegründeten Reichsuniversität Posen im besetzten Polen (Warthegau) wurde Wittram 1941 zum Ordinarius ernannt. Zum 1. Juni 1941 erfolgte seine Aufnahme in die NSDAP. Als Dekan der Philosophischen Fakultät, Senatsmitglied und Direktor des Historischen Seminars beteiligte sich Wittram an führender Stelle an der NS-Wissenschaftspolitik im besetzten Posen während des Zweiten Weltkrieges. Nach Forschungsergebnissen von Ingo Haar war er in dieser Zeit auch Hauptsturmführer der SS und gehörte zu den Beauftragten des „Reichsleiters“ Alfred Rosenberg für die Ostausrichtung der deutschen Wissenschaft.
Vor der vorrückenden Roten Armee floh Wittram 1945 aus Posen und kam nach Göttingen, wo er ab 1946 als Lehrbeauftragter und ab 1955 bis zu seiner Emeritierung im Jahre 1970 als ordentlicher Professor auf dem Lehrstuhl für Mittlere und Neuere sowie Osteuropäische Geschichte tätig war.

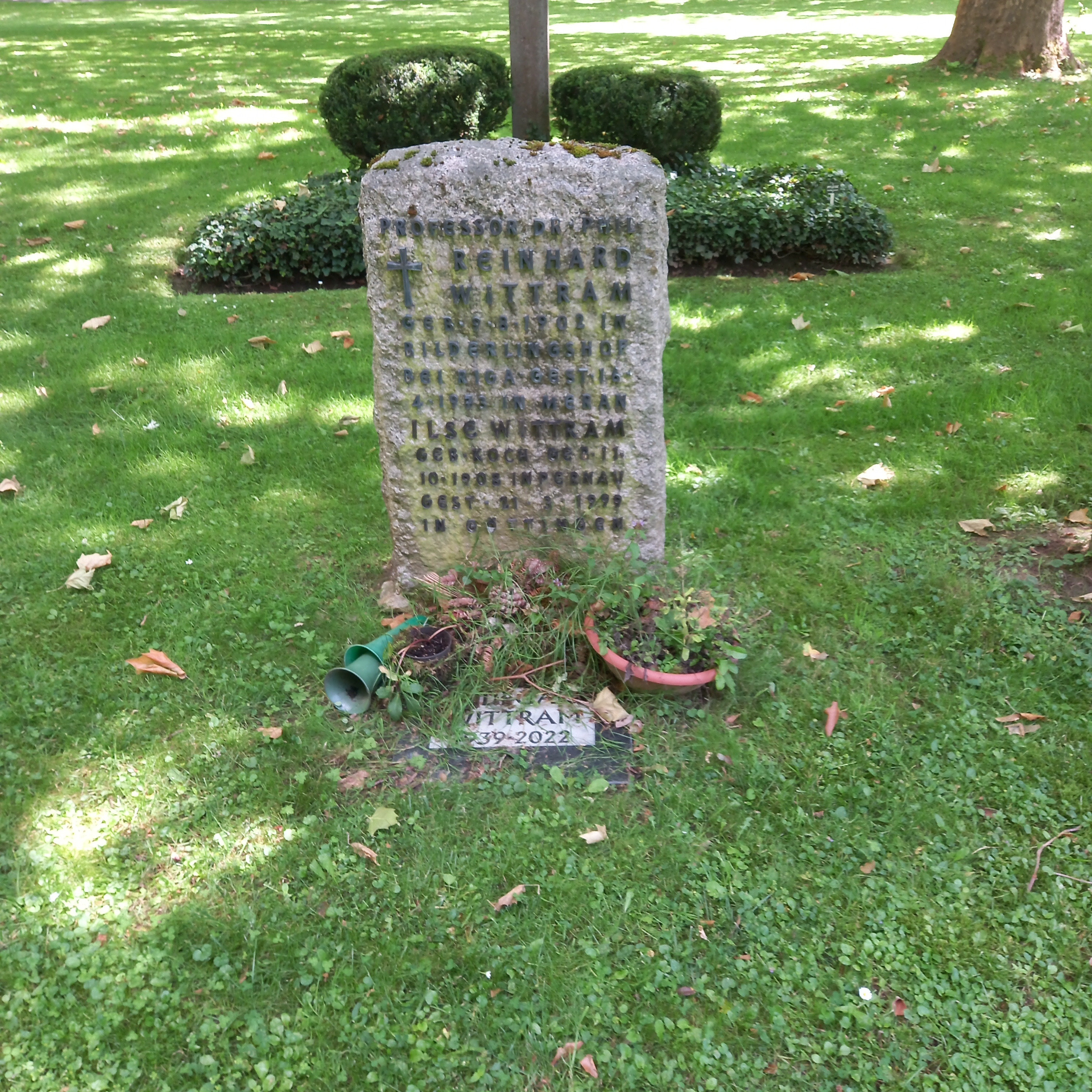
Das Grab von Reinhard Wittram und seiner Ehefrau Ilse geborene Koch auf dem Stadtfriedhof (Göttingen)

In Riga heiratete Wittram 1930 die Zahnarzttochter Ilse Koch. Unter ihren fünf Kindern war der evangelische Pastor und Kirchenhistoriker Heinrich Wittram (1931–2018).

## Wissenschaftliches Werk
Seine „Baltische Geschichte“ erschien seit 1939 in unterschiedlichen, dem Wandel der politischen Verhältnisse angepassten Versionen, deren letzte (1954) für die Zeit bis zum Ende des Ersten Weltkriegs bis heute als Standardwerk gilt. Wittram förderte vor 1945 durch seine Veröffentlichungen aktiv den Geist des Nationalsozialismus; er distanzierte sich erst schrittweise von dieser Vergangenheit und benannte sein Verhalten in der NS-Zeit als den „Irrweg eines Konservativen“. Sein 1941 im Verlag Volk und Reich erschienenes Buch Livland. Schicksal und Erbe der baltischen Deutschen wurde 1946 in der SBZ in die Liste der auszusondernden Literatur aufgenommen, in der DDR 1952 zusätzlich Rückkehr ins Reich (Kluge & Ströhm, Posen 1942), sowie Der Deutsche als Soldat Europas (Kluge & Ströhm, Posen 1943).
In seinen Publikationen nach 1945 stellte er die Verantwortlichkeit der Person in den Mittelpunkt, wobei er häufig auch von Schuld sprach („Das öffentliche Böse und das achte Gebot“). Indem er sein eigenes Verhalten in Frage stellte, unterscheidet sich Wittram von anderen führenden Persönlichkeiten der deutschen Geschichtswissenschaft, die sich zu ihrem Verhalten während der NS-Diktatur ausgeschwiegen haben.
Sein Buch Das Interesse an der Geschichte (1958) war für Joachim Radkau „der erste Einstieg ins Geschichtsstudium“.

## Mitgliedschaften
Er war Mitglied des Johann Gottfried Herder-Forschungsrats, der Akademie der Wissenschaften zu Göttingen, der Historischen Kommission bei der Bayerischen Akademie der Wissenschaften und der Societas Historica Turkuensis sowie von 1951 bis 1973 Vorsitzender der Baltischen Historischen Kommission.

## Schriften (Auswahl)
- Nationalismus und Säkularisation. Beiträge zur Geschichte und Problematik des Nationalgeistes. Heliand-Verlag, Göttingen 1949.
- Drei Generationen. Deutschland – Livland – Rußland. 1830–1914. Gesinnungen und Lebensformen baltisch-deutscher Familien. Deuerlichsche Verlagsbuchhandlung, Göttingen 1949
- Baltische Geschichte. Die Ostseelande Livland, Estland, Kurland 1180–1918. Wissenschaftliche Buchgemeinschaft, Darmstadt 1973, ISBN 3-534-06475-5 (Nachdruck der Ausgabe Göttingen 1954).
- Das Nationale als europäisches Problem. Beiträge zur Geschichte des Nationalitätenprinzips vornehmlich im 19. Jahrhundert. Vandenhoeck & Ruprecht, Göttingen 1954.
- Peter der Große. Der Eintritt Rußlands in die Neuzeit (= Verständliche Wissenschaft. Band 52). Springer Verlag, Berlin 1954.
- Das Interesse an der Geschichte. Zwölf Vorlesungen über Fragen des zeitgenössischen Geschichtsverständnisses (= Kleine Vandenhoeck-Reihe. Band 59–61). Vandenhoeck & Ruprecht, Göttingen 1958.
- Die Universität und ihre Fakultäten (= Göttinger Universitätsreden. Heft 39). Vandenhoeck & Ruprecht, Göttingen 1962.
- Peter I. Czar und Kaiser. Zur Geschichte Peters des Großen in seiner Zeit. Vandenhoeck & Ruprecht, Göttingen 1964 (2 Bände).
- Zukunft in der Geschichte. Zu Grenzfragen der Geschichtswissenschaft und Theologie (= Kleine Vandenhoeck-Reihe. Band 235/236). Vandenhoeck & Ruprecht, Göttingen 1966.
- Anspruch und Fragwürdigkeit der Geschichte. Sechs Vorlesungen zur Methodik der Geschichtswissenschaft und zur Ortsbestimmung der Historie (= Kleine Vandenhoeck-Reihe. Band 297–299). Vandenhoeck & Ruprecht, Göttingen 1969.
- Russia and Europe. Thames & Hudson, London 1973, ISBN 0-500-32028-4.
- Die Nationalitätenkämpfe in Europa und die Erschütterung der Europäischen Staatensystems 1848–1917 (= Quellen und Arbeitshefte zur Geschichte und Politik. Band 4204). 4. Auflage, Klett, Stuttgart 1980, ISBN 3-12-420400-X.